# Los Huarapos
Los Huarapos es una localidad peruana ubicada en el distrito de Yamango, perteneciente a la provincia de Morropón del departamento de Piura, al norte del Perú. 

## Ubicación
Los Huarapos se ubica al noreste de la provincia de Morropón, en el distrito de Yamango, en el departamento de Piura.

## Demografía
En 2017 Los Huarapos tenía una población de 30 habitantes.